# 87. dodjela Oscara
87. dodjela Oscara održana je u nedjelju, 22. veljače 2015. godine u Dolby Theatre u Hollywoodu. Rok za nominacije je 3. prosinca 2014. u 17 sati po lokalnom vremenu.

## Vanjske poveznice
- Pravila za 87. dodjelu Oscara
- Akademija filmskih umjetnosti i znanosti (AMPAS)
- The Oscars (službena stranica ABC TV posvećena dodjeli Oscara)